# Château de Puycalvel
Le château de Puycalvel, anciennement de Podio-Calvello ou de Pirog-Calvel, est un château-fort remanié situé à Puycalvel dans le Tarn (France). Cité au XIIIe siècle et dépendant de la vicomté de Lautrec, c'est un édifice massif flanqué d'une tourelle.

## Historique

### Origine
Le château de Puycalvel est mentionné pour la première fois au XIIIe siècle, comme appartenant à la famille de Sicard, vassale des vicomtes de Lautrec. Il fait d'ailleurs partie avec la seigneurie éponyme de la vicomté de Lautrec.
En 1306, le roi Philippe le Bel étant vicomte de Lautrec, Amiel de Sicard lui prête allégeance. En 1328, c'est son descendant, Pierre de Sicard, qui est attesté seigneur de Puycalvel.

### Du XVe au XVIIe siècle, les Châteauverdun

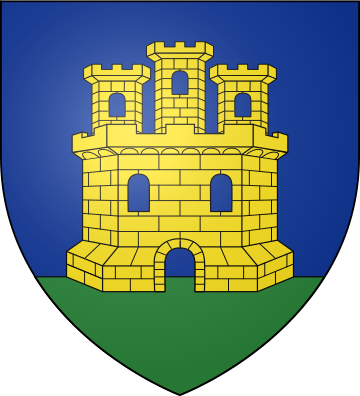
Le blason des Châteauverdun

Au début du XVe siècle, le vicomte Philippe IV de Lévis est contraint de reconnaître dame Marguerite de Châteauverdun comme propriétaire des lieux. Elle rend alors hommage au roi dans un acte du 6 novembre 1410. Elle est issue de la famille de Châteauverdun, et mentionnée de 1412 à 1441, avant de faire son testament en 1446 et de léguer ses biens à son neveu, Hugues-Arnaud de Châteauverdun. La propriété reste dans la famille, puisqu'on trouve Jean-Arnaud en 1460, puis Jean, dit de Saint-Camelle, rend hommage au vicomte Jean de Foix-Lautrec en 1482.
Le château de Puycalvel est alors sûrement reconstruit, ou du moins largement remanié entre les XVe et XVIe siècles[réf. souhaitée].
Un siècle après Jean, François de Châteauverdun entre en conflit judiciaire avec le juge de Lautrec, Dominique de Burta, pour la remise en question des droits de justice de la seigneurie de Puycalvel. Protestant, il parvient néanmoins à éviter les méandres des guerres de Religion qui agitent la région alors. On retrouve ensuite Antoine de Châteauverdun en 1615.

### Du XVIIIe à aujourd'hui

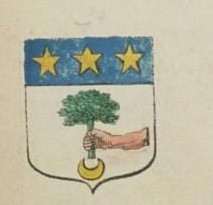
Le blason des Verdiguier

Le château réapparait dans les textes en 1755, avec pour seigneur Jean de Verdiguier de La Salle. Il reste sûrement dans la famille de Verdiguier jusqu'à la Révolution française.
À cette date, il est possiblement vendu comme bien national, puisqu'on le retrouve alors entre les mains de multiples propriétaires au XIXe siècle.[réf. souhaitée]

## Architecture

### Le château originel
D'après le cadastre ancien de Brousse (compoix), le château médiéval de Puycalvel possédait plusieurs tours et un ensemble de créneaux.

### Le château actuel
Le château de Puycalvel est isolé au nord du village, au milieu d'une futaie. Son domaine se compose de plusieurs petites dépendances, s'organisant autour du château, un corps de logis selon un plan en U, avec la cour intérieure orientée à l'ouest. Cette cour est fermée par un mur, et entourée d'une galerie voûtée.
Le château, en pierre brute, s'élève sur quatre étages, avec de beaux chaînages d'angles. C'est une construction massive, dont la seule animation extérieure est une tourelle, semblable à une échauguette, flanquant la partie sud du mur est. Elle est supportée par une console en pierre de taille, et surmonte les toitures en tuiles du logis, tandis qu'elle possède une toiture en ardoises. L'entrée du château se fait par une porte en ogive, ouvrant sur un couloir percé de meurtrières et anciennement fermé d'une herse,.

## Les propriétaires

### Famille de Sicard
Famille de petite noblesse vassale des vicomtes de Lautrec. On retrouve d'autres Sicard à Castres et à Saint-Pons-de-Thomières dans les siècles suivants, possiblement sans lien avec la famille qui dirigeait Puycalvel au XIIIe siècle.

### Famille de Verdiguier
Voir ci-dessous

## Famille de Verdiguier
La famille de Verdiguier est une famille bourgeoise originaire de Saint-Pons-de-Thomières, dans le Languedoc.

### Historique
La famille de Verdiguier perdure du XVIe siècle au XVIIIe siècle. C'est une grande famille de marchands, qui fait fortune au XVIIe siècle. Le premier membre connu est Jean de Verdiguier, qui meurt en 1575.

### Lignée
- Jean (? - 1575), marchand ;
- Jacques (? - ?), marchand. Marié le 3 février 1571 à Claire de Bourguignon puis à Catherine Buscaylet, dont il a onze enfants, dont le seul garçon ayant survécu :
- Gaspard (? - janvier 1671), docteur en droit et propriétaire terrien à Villespassans. Marié à Hélix Tarbouriech le 4 avril 1625, dont :
  - Guillaumette (septembre 1635 - ?) ;
  - Suzanne (avril 1640 - ?), mariée le 25 juillet 1651 au marquis de Brugairoux ;
  - Isabeau (8 décembre 1647 - ?), mariée en mai 1673 à Jean d’Alibert de St-Sernin ;
  - Joseph qui suit.
- Joseph (? - 1733), docteur en droit et avocat au Parlement de Toulouse. Marié le 23 janvier 1675 à la marquise de Raynaud dont il a onze enfants.

On retrouve plus tard d'autres membres comme :
- Louis de Verdiguier, seigneur de Lestrade, habitant Béziers en 1745. Marié le 20 août 1739 à avec Marie de Mazellier[6].
- Jean de Verdiguier de La Salle, seigneur de Puycalvel en 1755[3].
- Jacques de Verdiguier de La Salle, frère du précédent, cornette au régiment royal de carabiniers.